# Stmívání (sága)
Stmívání (anglicky The Twilight Saga) je série čtyř románů s upíří tematikou americké autorky Stephenie Meyerové. Pojednávají o životě Isabelly „Belly“ Swanové, dospívající dívky, která se přestěhuje z Arizony do městečka Forks ve státě Washington ke svému otci Charliemu Swanovi. Bella v nové škole najde spoustu přátel, nejvíce ji zaujme Edward Cullen. I když jí přátelé říkají, že rodina Cullenových je zvláštní, Bella se do Edwarda silně zamiluje. Pak si všimne Edwardových zvláštních schopností a vypátrá, že Edward je upír. Nemá z něj strach a chce, aby z ní taky udělal upíra.
Příběh je z valné části napsán z pohledu dospívající Isabelly (Belly) Swanové, v závěru třetí knihy a v knize čtvrté jsou však vloženy části vyprávění jedné z postav, Jacoba Blacka. Půlnoční slunce, pátý nedokončený díl ságy, se věnuje příběhu první knihy z pohledu Edwarda Cullena, který je po Belle druhou hlavní postavou.
První díl ságy Stmívání (Twillight) byl publikován roku 2005, následovaly knihy Nový měsíc (New Moon), Zatmění (Eclipse) a Rozbřesk (Breaking Dawn). V roce 2020 autorka vydala pátý a zároveň poslední díl, Půlnoční slunce (Midnight Sun).
Od vydání prvního románu, Twilight, v roce 2005 získaly knihy obrovskou popularitu a komerční úspěch po celém světě. Sága Stmívání je všeobecně označována jako upírská romance pro mladé čtenáře. První kniha se v roce 2008 dočkala filmového zpracování a žánrově se jedná o akční romantický fantasy thriller.

## Příběh

### Stmívání
Bella Swanová se stěhuje z Phoenixu v Arizoně, aby žila se svým otcem ve městě Forks ve státě Washingtonu a umožnila tak své matce cestovat s jejím novým manželem, hráčem nižší baseballové ligy. Poté, co se Bella přestěhuje do Forks, potkává tajemného, pohledného mladíka Edwarda Cullena, který ji proti vlastní vůli velmi přitahuje. Nakonec Bella poznává, že Edward je členem rodiny upírů, která raději pije krev zvířat než lidskou krev. Edward a Bella se do sebe zamilují, ale James, sadistický upír z jiného upířího klanu, je posedlý stopováním Belly. Edward a ostatní z rodiny Cullenů Bellu ochraňují. Bella uteče do Phoenixu do státu Arizony, kde je podvedena Jamesem, který se ji pokouší zabít a dostává se s ním do konfrontace. Bella je vážně zraněna, ale Edward ji zachrání a vrací se společně zpět do Forks, protože vědí, že jim nehrozí nebezpečí, když je James mrtev.

### Nový měsíc
Edward a jeho rodina opouští Forks, protože Edward věří, že ohrožuje Bellin život. Bella upadá do hluboké deprese až do doby, kdy se začne rozvíjet silné přátelství mezi ní a Jacobem Blackem, který, jak Bella zjišťuje, má schopnost přeměnit se ve vlka. Jacob a ostatní vlci jeho kmene musí Bellu chránit před Victorií, upírkou, která se snaží pomstít smrt svého druha Jamese zabitím Belly. Dojde k nedorozumění, kvůli kterému Edward uvěří, že Bella je mrtvá. Rozhodne se proto spáchat sebevraždu ve Volteře, Itálii, ale zastaví ho Bella, doprovázená Edwardovou sestrou Alicí. Setkávají se s Volturiovými, mocným klanem upírů, a jsou propuštěni pouze za podmínky, že se Bella v blízké budoucnosti promění v upíra. Bella a Edward se opět shledávají a ona a Cullenovi se vrací zpět do Forks.

### Zatmění
Upírka Victorie (Jamesova družka z prvního dílu) stále touží po pomstě a proto vytváří armádu upírů-novorozenců, kteří mají za ni bojovat s rodinou Cullenových a pomoci jí tak k zavraždění Belly. Zatím je Bella nucena si vybrat mezi svým vztahem s Edwardem a přátelstvím s Jacobem. Edwardova upíří rodina a Jacobova vlčí smečka spojují síly k úspěšnému zničení Victorie a její armády upírů. Nakonec Bella dává přednost Edwardově lásce před Jacobem. Edward ji nakonec požádá o ruku.
Kniha Krátký druhý život Bree Tannerové (The Short Second Life of Bree Tanner) popisuje stejné události jako Zatmění, tentokrát ale z pohledu mladičké upírky Bree Tannerové, která je později zabita Volturiovými.

### Rozbřesk
Čtvrtá kniha ságy je rozdělena do tří knih. První patří Belle, druhá Jacobovi a třetí opět Belle.
Bella a Edward jsou oddáni, ale jejich svatební cesta se zkracuje, když Bella zjistí, že je těhotná. Její těhotenství postupuje velmi rychle a silně ji oslabuje. Téměř zemře při porodu své a Edwardovy napůl upíří a napůl lidské dcery Renesmee, Edward však vpraví do Belly svůj upíří jed, aby jí zachránil život a změní ji tak v upírku. Sestřenice Cullenů Irina, která nemá Bellu moc ráda, uvidí Renesmee a splete si ji s nesmrtelným upířím dítětem. Informuje Volturiovy o tom, že existence takových bytostí porušuje zákon upírů. Cullenovi shromáždí svědky-upíry, kteří mohou dosvědčit, že Renesmee není nesmrtelné dítě. Po intenzivní konfrontaci Cullenovi a jejich svědci přesvědčí Volturiovy, že dítě nepředstavuje pro upíry nebo jejich tajemství žádné nebezpečí, a Volturiovi je nechávají v klidu.

### Půlnoční slunce
Půlnoční slunce nabízí jiný pohled na události první knihy série tím, že vypráví příběh z pohledu Edwarda Cullena, hlavního hrdiny upíra. Ve Stmívání je vyprávění podáno z pohledu Belly Swanové, lidské dívky, která se do Edwarda zamiluje.
Vydání knihy Půlnočního slunce bylo fanoušky této série velmi očekáváno, protože poskytuje hlubší vhled do Edwardových myšlenek, emocí a bojů. Román zkoumá složitost vztahů mezi upíry a lidmi a proniká do Edwardova vnitřního zmatku ohledně jeho citů k Belle a problémům, které přinášejí jejich rozdílné povahy.
Kniha vyšla v srpnu 2020, více než deset let poté, co Meyerová původně plánovala její vydání. Román umožňuje čtenářům znovu se setkat s oblíbenými postavami ze světa Stmívání a zároveň nově pochopit události, které se odehrály v první knize, očima Edwarda.

## Ceny a ocenění, zajímavosti
- A New York Times Editor's Choice
- A Publishers Weekly Best Book of the Year
- An American Library Association "Top Ten Best Book for Young Adults" and "Top Ten Books for Reluctant Readers"
- Přeloženo do dvaceti jazyků
- Newyorský bestseller
- Nejlépe prodávaná kniha roku 2008